# 杨学琛
杨学琛（1928年11月29日—2009年9月18日），女，四川彭山人，中国历史学家，中国社会科学院民族研究所研究员。长期从事清代民族史、满族史及民族关系史等研究。

## 生平
1928年11月29日生于四川省彭山县保胜乡。1951年入读四川大学历史系，与来自资中的男同学周远廉相识相恋。1955年毕业后分配到中央民族学院研究部和历史系工作。1978年调到中国社会科学院民族研究所工作。1988年晋升研究员。曾任中国社会科学院专业职务评审委员会委员和院评奖委员会委员。2009年9月18日逝世。2010年1月，周远廉代她为彭山县保胜乡保胜中小学捐赠10万元，设立“杨学琛奖学金”。

## 出版物
专著
- 杨学琛. . 中国社会科学院老年学者文库. 北京: 社会科学文献出版社. 2016. ISBN 978-7-5097-7181-5.
- 杨学琛. . 中国社会科学院文库·历史考古研究系列. 北京: 社会科学文献出版社. 2007. ISBN 978-7-80230-424-6.
- 杨学琛. . 中国历代民族史丛书. 成都: 四川民族出版社. 1996. ISBN 7-5409-1775-X.
- 杨学琛. . 中国文化史丛书. 台北: 文津出版社. 1994. ISBN 957-668-190-1.
- 杨学琛. . 明清史丛书. 长春: 吉林文史出版社. 1991. ISBN 7-80528-477-6.
- 杨学琛; 周运廉. . 沈阳: 辽宁人民出版社. 1986.

主要论文
- 杨学琛. . 满族研究. 1988, (3): 18–23. ISSN 1006-365X.
- 杨学琛. . 民族研究. 1981, (6): 16–26. ISSN 0256-1891.
- 杨学琛. . 中国民族. 1963, (9): 33–37. ISSN 1009-8887.
- 杨学琛. . 历史研究. 1963, (3): 175–194. ISSN 0459-1909.